# Blankson Anoff
Blankson Anoff (* 24. März 2001 in Konkonuru) ist ein ghanaischer Fußballspieler.

## Karriere
Anoff spielte bis 2019 in der Elfenbeinküste für die JMG Academy Abidjan. Zur Saison 2019/20 wechselte er nach Frankreich zum Zweitligisten Clermont Foot. Bei Clermont spielte er in seiner ersten Saison allerdings keine Rolle bei den Profis, für die Reserve kam er zu zwölf Einsätzen in der fünftklassigen National 3 und erzielte zwei Tore. Zur Saison 2020/21 wurde er an den österreichischen Zweitligisten SC Austria Lustenau verliehen. Sein Debüt in der 2. Liga gab er im September 2020, als er am ersten Spieltag jener Saison gegen den SV Horn in der 75. Minute für Adriano Bertaccini eingewechselt wurde. Bis zum Ende der Leihe kam er zu 22 Zweitligaeinsätzen, in denen er drei Tore erzielte.  Im Sommer 2021 wurde der Mittelfeldspieler dann vom luxemburgischen Erstligisten Swift Hesperingen verpflichtet. Dort erzielte er in acht Ligaspielen einen Treffer, kam außerdem in vier Europapokal-Qualifikationsspielen zum Einsatz bevor er im Sommer 2024 den Klub wieder verließ. Kurze Zeit später kehrte Anoff in seine Heimat Ghana zurück und spielt dort beim Zweitligisten MŠK Žilina Africa FC, ein 2018 gegründeter Ableger des slowakischen Vereins MŠK Žilina, um afrikanische Talente zu fördern. Doch schon nach einem halben Jahr kehrte er nach Europa zurück und wechselte zum FC Dila Gori in die georgischen Erovnuli Liga. Dort gewann Anoff am 2. Juni 2025 durch einen 2:0-Finalsieg über den FC Spaeri Tiflis mit dem nationalen Superpokal seinen ersten Titel.

## Erfolge
- Georgischer Superpokalsieger: 2025